# رز جولاف
رز جولوف ويسمى أيضا أرز بيناشيت (وتعني القدر الواحد في لغة الولوف) هو طبق معروف في غرب أفريقيا. وقد نشأ في البداية في منطقة غامبيا